# Conjunt de tombes de Koguryö
El Complex de les Tombes de Koguryö (també Goguryeo) es troba a Corea del Nord. El juliol de 2004, es convertiren en el primer lloc catalogat per la UNESCO com a Patrimoni de la Humanitat al país.
El lloc consta de 30 tombes individuals de les darreries del regne de Koguryö, un dels Tres regnes de Corea. Està situat a les ciutats de Pyongyang i Nampo. Koguryö fou un dels regnes coreans més forts al nord-est de la Xina i la Península de Corea des del 37 aC fins al segle VII. El regne va ser fundat en el territori que avui ocupen Corea del Nord, i part de Manxúria al voltant de 37 aC, i la capital va ser transferida a Pyongyang el 427.

## Característiques

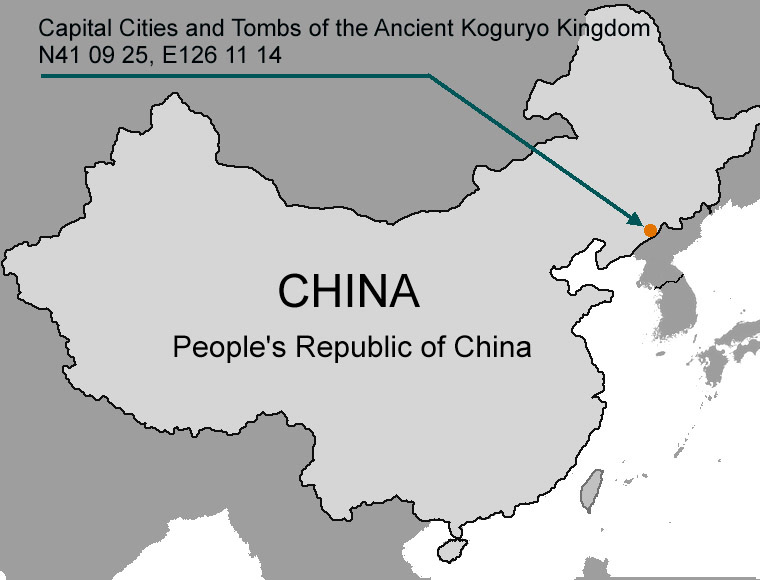
Ubicació de les tombes al mapa

### Tombes al territori coreà
El conjunt localitzat en territori coreà està format tant per tombes individuals com per grups d'elles que en total corresponen a trenta enterraments. Les seves característiques difereixen d'una a d'altres, ja que mentre algunes són apilaments de pedres, altres posseeixen cambres o fins i tot estan recobertes de terra.
Moltes de les tombes, com la Tomba d'Anak No. 3, tenen pintures murals. Les tombes són gairebé totes les que romanen d'aquesta cultura. Hi ha més de 10.000 tombes de Goguryeo en conjunt, però només aproximadament 90 d'aquestes, desenterrades a la Xina i Corea, tenen pintures murals. El Complex de les Tombes de Goguryeo inscrit a la llista del Patrimoni Mundial de la Humanitat conté la majoria d'aquestes tombes amb pintures murals. Es pensa que el complex es feia servir com a lloc d'enterrament per a reis, reines i altres membres de la família reial. Les pintures trobades a les tombes ofereixen una idea única de la quotidianitat del període Goguryeo.
Els murals estan fortament acolorits i mostren vida diària i la mitologia coreana d'aquella època. El 2005, s'havien trobat 70 murals, principalment a la conca de Taedong prop de Pyongyang, l'àrea d'Anak al sud de la província de Hwanghae, i a Ji'an, en la província xinesa de Jilin.
Quasi la meitat de les que es troben en territori coreà estan incloses en aquest conjunt emparat per la UNESCO.

### Tombes al territori xinès

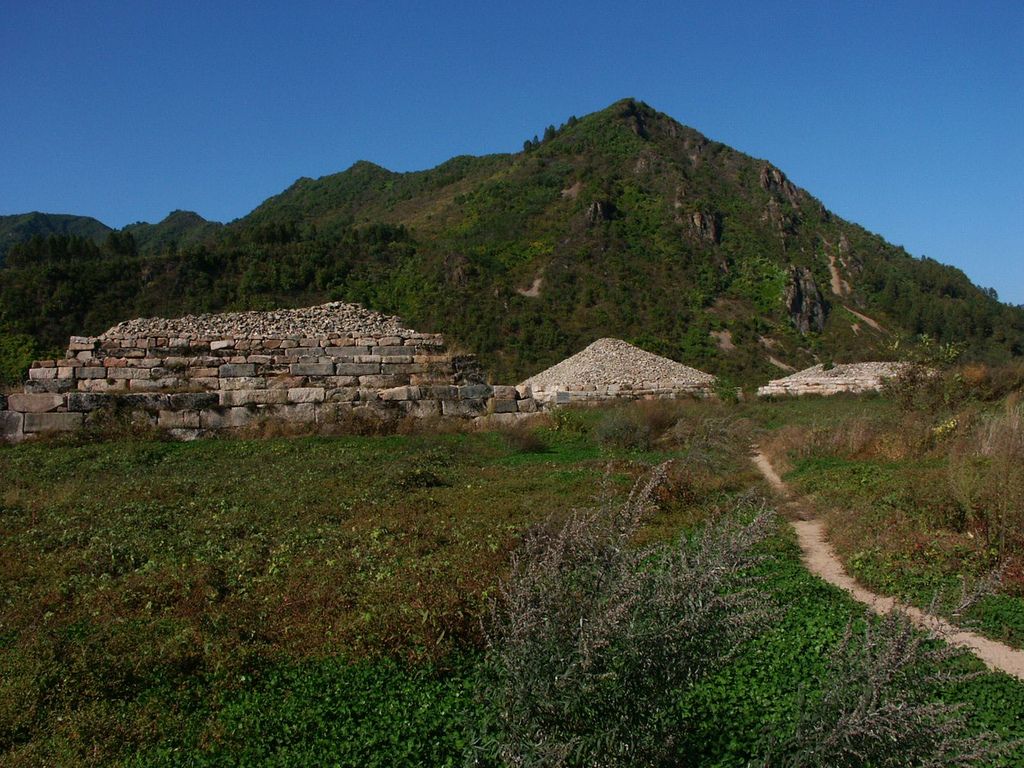
Tombes de governants de Koguryö

Per la seva part, el complex arqueològic ubicat en territori xinès consta de quatre tombes i de les restes de tres capitals, totes elles pertanyents a la cultura Koguryö. Les excavacions parcials que s'han realitzat en el lloc han permès comprovar que es tractava d'una ciutat relativament gran, amb a prop d'1,5 km de longitud i uns 500 d'amplada, i que es trobava envoltada per una muralla defensiva d'1,6 km de longitud, que en unes zones estava construïda amb blocs de pedra mentre que en altres aprofitava les parets rocoses naturals del terreny.
En els trams en els quals s'aixecà amb blocs de pedra, mesurava al voltant de 5 m d'amplada en la base i entre 2,5 i 3,5 m en la part superior. En l'interior del recinte emmurallat es troben els fonaments d'un antic palau, així com les restes d'una torre de vigilància i d'alguns campaments militars. La capitalitat del regne de Koguryö fou traslladada posteriorment a la ciutat de Guonei, a la vora dreta del riu Yalu. En l'actualitat es troba en l'interior de la ciutat de Ji'an, i té una forma aproximadament de quadrícula, envoltada de muralles ben construïdes amb pedra.
La tercera ciutat que forma el conjunt és Wandu, construïda l'any 209 i que compartia amb Guonei les funcions de capital política, econòmica i cultural de l'imperi. Està envoltada de muralles defensives que segueixen perfectament les formes del terreny en el qual s'assenten. En el seu interior hi ha restes d'edificacions entre les quals destaquen les d'un antic palau, una plataforma de vigilància i un dipòsit d'aigua, així com dues fonts, que fluïen vers el riu Tonggou a treves de la porta meridional de la ciutat, i 27 tombes.
El total de tombes que formen part del conjunt arqueològic suma unes 40, de les que 14 corresponen a personalitats imperials i les altres 26 a personatges nobles. Les tombes imperials estan construïdes amb pedres, apilades de forma irregular o creant piràmides escalonades. El seu interior s'obren cambres, algunes de les quals es recobreixen amb rajoles d'argila. En el complex de tombes imperials també i apareixen una estela de pedra en la qual es narra la història de la fundació de l'estat de Koguryö. Les tombes de la noblesa estan coronades per un monticle de terra i amaguen una cambra de pedra, les parets de la qual estan decorades amb pintures inspirades en escenes de la vida quotidiana.

## Patrimoni de la Humanitat
Els criteris que va tenir en compte la UNESCO per meritar la inscripció de les tombes Goguryeo com a Patrimoni Mundial de la Humanitat van ser els següents:
- Les pintures murals són obres mestres del període Goguryeo. Les tombes mateixes reflecteixen enginyoses capacitats d'enginyeria.
- El lloc ofereix punts de vista excepcionals de la cultura Goguryeo, tant de la seva vida de cada dia com dels seus costums d'enterrament.
- Les tombes de Goguryeo són un exemple important d'aquesta tipologia d'enterrament.

El maig de 2006, es van descobrir 2.360 tombes individuals al lloc on s'ubicava l'antic regne de Goguryeo, durant els treballs de construcció del Pantà de Yunfeng. També es van descobrir les ruïnes d'una antiga ciutat. Entre les ruïnes hi havia una muralla de la ciutat que feia 1,5 metres d'alt i quatre metres d'ample. L'excavació també suggeria la presència d'un fossat. A dins de la ciutat es van trobar una dotzena de tombes.
La UNESCO ha proposat a ambdós països la unificació dels seus conjunts arqueològics en un de sol trans-nacional, sota el nom «Capitals i tombes de l'antic regne de Koguryö», en el qual s'inclourien els principals vestigis d'aquesta important cultura oriental.